# 岡泉茂
岡泉　茂（おかいずみ しげる、1968年4月2日 - ）は、埼玉県出身の柔道家。現役時代は95kg級の選手。身長180cm。得意技は背負投。

## 人物
小学校2年の時に柔道を始めた。
前橋商業高等学校、東海大学と進むも、新人体重別で3位に2度入った（1986,88年）以外にこれといった活躍をする事はなかったが、新日本製鐵に入社して社会人になって、それまでの86キロ級から95キロ級に階級を変更してから実力を発揮し始めた。1993年から講道館杯で2連覇するなど実績を積み上げていった。1994年には広島アジア大会代表になり、その決勝では背負い投げからの抑え込みで一本勝ちして見事な逆転勝ちの優勝を飾った。翌年千葉で開催された世界選手権にも代表となり、前回のチャンピオンであるハンガリーのアンタル・コバチを破る健闘を見せるものの、ポーランドのパウエル・ナツラには敗れるが、何とか3位は確保した。しかしそれ以降は思ったほどの活躍ができず、アトランタオリンピックのこの階級は、86キロ級から階級を上げてきた中村佳央が代表となる。その後一時期、全日本女子のジュニア代表コーチを務めていた。
現在は新日鉄広畑柔道部の顧問を務めている。
なお、兄の岡泉淳も新人体重別や講道館杯で優勝するなど、95キロ超級で一定の活躍をしていた選手だった。

## 主な戦績
- 1986年、1988年　-　新人体重別　3位
- 1993年　-　全日本実業柔道個人選手権大会　兄の淳と兄弟優勝
- 1993年、1994年　-　講道館杯　2連覇
- 1994年　- 広島アジア大会　優勝
- 1994年  - 嘉納杯　優勝
- 1995年　- ドイツ国際　3位
- 1995年　- 選抜体重別　優勝
- 1995年　- 世界柔道選手権千葉大会　3位

(出典、JudoInside.com)。